# Птерин
Птерин — гетероциклическое соединение, состоящее из системы колец птеридина, с кето-группой и амино-группой в положении 4 и 2 соответственно.
Производные птерина включают птерины и фолаты.
Птерины — группы соединений, производных от основной структуры птерина, с дополнительными функциональными группами, присоединенными к кольцу пиразина. Птерины впервые были обнаружены в пигментах крыльев бабочек (отсюда произошло их название с Греческого pteron (πτερόν), — крыло) и выполняют множество функций в окрасах в природе. Птерины также работают в роли кофакторов для некоторых ферментов.
Фолаты — «связанные» птерины, содержащие пара-аминобензойную и глутаминовую кислоты, присоединенные к метиловой группе на 6й позиции системы колец птеридина.

## Таутомеры птерина

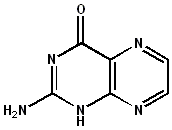
2-aminopteridin-4(1H)-one
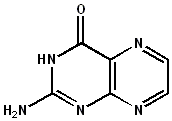
2-aminopteridin-4(3H)-one
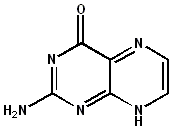
2-aminopteridin-4(8H)-one
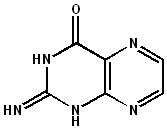
2-imino-2,3-dihydropteridin-4(1H)-one
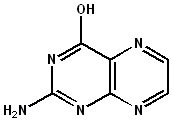
2-aminopteridin-4-ol